# Peribatodes unigrisea
Peribatodes unigrisea är en fjärilsart som beskrevs av Lenek 1951. Peribatodes unigrisea ingår i släktet Peribatodes och familjen mätare. Inga underarter finns listade i Catalogue of Life.